# Forte Sangallo (Nettuno)
Il Forte Sangallo, o Fortezza di Nettuno, è una fortezza posta sul litorale della città di Nettuno, in prossimità del suo borgo storico.

## Storia

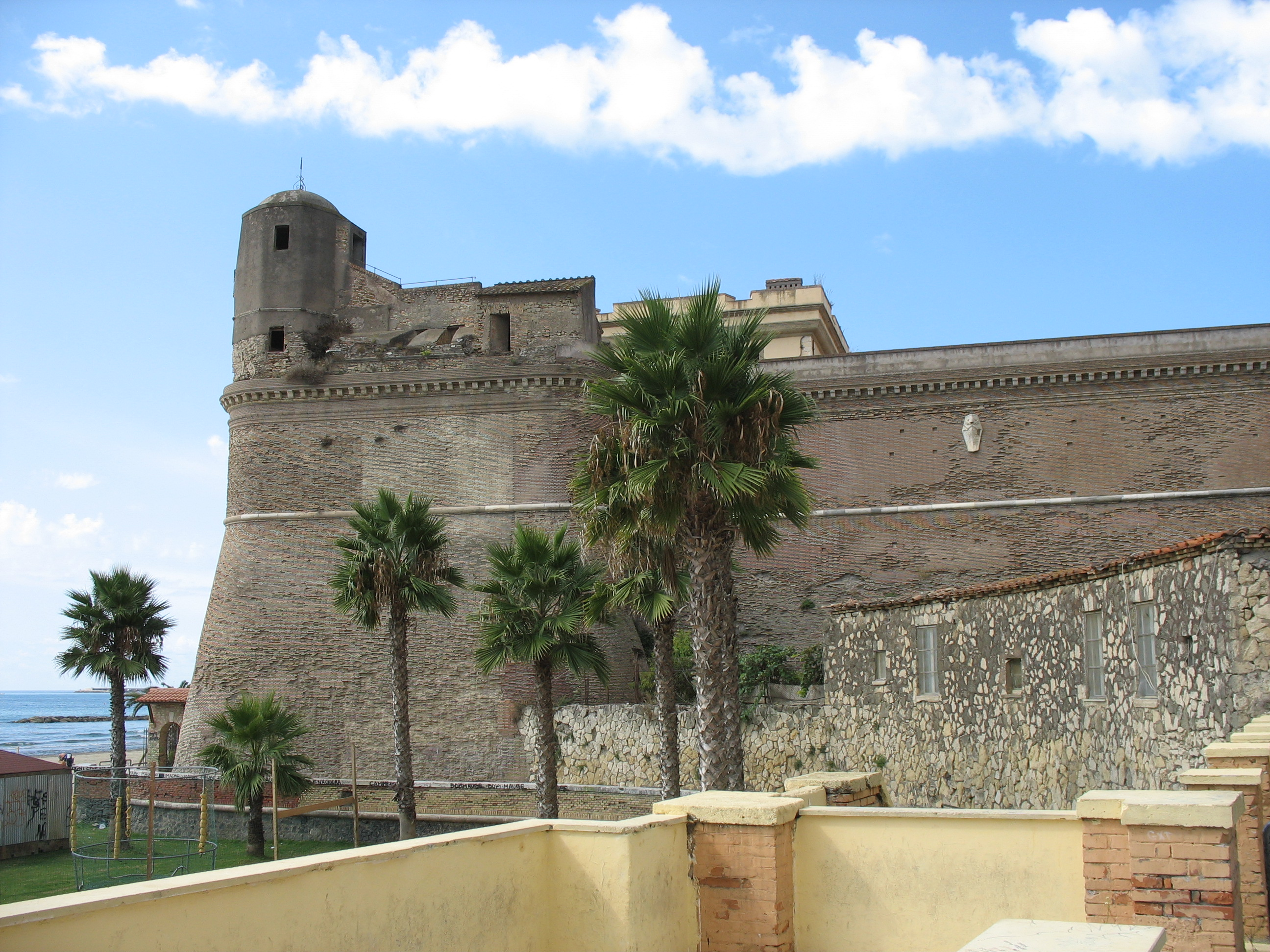

Fu fatto costruire a partire dal 1501 e rapidamente eretto, dal papa Alessandro VI e dal figlio Cesare Borgia, all'interno di un vasto programma di rafforzamento delle fortificazioni dei luoghi,
che si intendeva assicurare alla signoria ereditaria della famiglia e, in particolare, del ducato di Sermoneta.
Il progetto, seppure in mancanza di una chiara documentazione, è attribuito ad Antonio da Sangallo il Vecchio, in quegli anni architetto di fiducia dei Borgia e specialista nella progettazione di "fortificazioni alla moderna". Tuttavia, non mancano dubbi e si è pensato a Giuliano da Sangallo, ipotizzando che Antonio abbia operato su progetti messigli a disposizione dal fratello, rielaborandoli. Un altro orientamento invece attribuisce la paternità della costruzione all'architetto militare Baccio Pontelli.
Il forte difendeva Nettuno, all'epoca considerata "granaio del Lazio", dagli attacchi da mare.
Dopo i Borgia, la fortificazione passò ai Colonna, poi alla Camera Apostolica e, nel XIX secolo, ai Borghese. Nel 1925 venne qui stipulata la convenzione di Nettuno, tra Italia e Jugoslavia.
Nel 1931 il forte appartenne al barone Fassini, che vi ospitò la regina Maria di Romania e la principessa Ileana.
Oggi l'edificio, di proprietà comunale, ospita convegni e mostre d'arte, il Guerre & Pace FilmFest, il "Museo dello sbarco alleato" e l'Antiquarium, che espone materiale archeologico, storico ed artistico del territorio di Nettuno.

## Caratteristiche
Il forte, situato in prossimità del mare e a ponente del borgo medievale di Nettuno, ha una forma quadrangolare: ai vertici, bastioni con angoli smussati detti orecchioni; mura molto spesse senza merlature ed un'alta scarpa; due ordini sovrapposti di postazioni di artiglieria coperte (troniere), nascoste nell'intersezione (gola) tra cortine e bastioni, secondo un modello innovativo dovuto proprio ai Da Sangallo, (e forse qui adottato per la prima volta, al fine di assicurare la completa copertura del tiro radente a protezione delle mura).
Al centro, un imponente mastio fu ampliato in tempi successivi.